# Rosamel Araya
Rosamel Araya (San Antonio, 30 de agosto de 1936 - Buenos Aires, 12 de febrero de 1996) fue un cantante chileno de boleros.
Su aspecto robusto y varonil contrastaba con su voz dulzona, que pronto lo hizo destacar entre los cantantes melódicos.

## Carrera
En 1958 ―con 21 años de edad―, Rosamel Araya llegó a trabajar a la ciudad de Mendoza (Argentina) siendo el bolero su fuerte musical, recorriendo primero Argentina y el resto de Latinoamérica después. Finalmente Araya se radicó en Buenos Aires, donde desarrolló buena parte de su carrera. «Quémame los ojos», «Arrepentida», «Nuestro juramento » y «La carta» fueron entonces éxitos arrolladores que afirmaron su popularidad como solista. Alcanzó su mayor popularidad en los años sesenta.
En 22 de sus discos fue acompañado por el también jovencísimo guitarrista Juanjo Domínguez, entre otros.
Cada fin de semana tenía contrataciones para animar bailes y participaba en programas musicales de televisión. Realizó varias giras por América del Sur y grabó decenas de discos (en total dio a conocer más de ochenta). En 1976 comenzó una época de represión muy dura en Argentina. En 1978, Araya volvió a Chile, donde vivió durante algunos años.
En 1979 visitó Buenos Aires para participar en la película argentina La carpa del amor, con Cacho Castaña, Ricardo Darín, Carlitos Balá, Tormenta, Manolo Galván, Carlos Torres Vila y Katunga.
En 1983 regresó definitivamente a una Argentina que volvía a vivir en democracia, mientras en Chile continuaba la dictadura. El bolero ya había cedido el paso a otras manifestaciones de la música latina pero Rosamel permaneció muy activo sobre todo en sus recorridas por el interior.

Casi mayores ―es decir, después de cumplir los quince― nuestros himnos comenzaron a ser otros, desde el ondulante chamamecero [sic, por bolerista] Rosamel Araya: «Para que sepan todos a quien tú perteneces / con sangre de mis venas te marcaré en la frente».
Fernando Noy

Un día [hacia 1990] tuvimos que hacer un show en El Dorado y estaba Rosamel Araya. Nos presentaban como «el viejo bolero y el nuevo bolero». Él estaba vestido igual que yo, pero yo estaba haciendo un personaje y en cambio él iba en serio. Ese contraste me marcó una línea estética a trabajar con el tiempo. Hoy la gente grande lo disfruta con nuestros temas de los años cincuenta.
El Chino Viola, cantante del grupo de boleros Los Amados

En 1994 registró el que sería su último álbum: A mi manera.

## Muerte
En 1995, por motivos de salud tuvo que suspender una extensa gira por Miami y países centroamericanos.
Con 59 años, tuvo que ser internado en el sanatorio Anchorena (de Buenos Aires) a causa de una dolencia hepática.
Falleció por una insuficiencia respiratoria a las 2:45 del 12 de febrero de 1996.
Sus restos descansan en el panteón de Sociedad Argentina de Autores y Compositores en el Cementerio de la Chacarita.

## Filmografía
- La carpa del amor (1979)

## Obras
- Boleros: los 100 mejores temas
- Del tiempo aquel: Boleros eternos
- Del tiempo aquel: Inolvidable
- Homenaje al querido Sandro
- Los 100 mejores temas
- Los mejores 13: Romántico
  - «Alma, corazón y vida»
  - «Amor prohibido»
  - «Collar de caracolas»
  - «Dos almas»
  - «Dos años»
  - «La carta»
  - «La copa rota»
  - «Palmeras»
  - «Por el bien de los dos»
  - «Que nadie sepa mi sufrir»
  - «Quémame los ojos»
  - «Usted»
  - «Yo vi llorar a Dios».
- Por siempre tú, por siempre...
- 1997: Propiedad privada (D&D)[6]
  - «Alma, corazón y vida»
  - «Amarraditos»
  - «Española»
  - «Esta noche pago yo»
  - «La copa rota»
  - «La nave del olvido»
  - «Lágrimas del alma»
  - «Lamento borincano»
  - «No»
  - «Propiedad privada»
  - «Qué saben de mí»
  - «Toda una vida».
- Quémame los ojos
- Rosamel Araya: boleros
- Rosamel Araya: serie histórica
- 30 y pico (vol. 1).
- 30 y pico (vol. 2).
- 30 y pico (vol. 3).
- 1995: 20 grandes éxitos (Magenta).
- A mi manera
  - «El lenguaje del amor»
  - «Como el aire que respiro»
  - «Dios mío, haz que me enamore»
  - «Hasta que llegue el alba»
  - «Gitano»
  - «A mi manera»
  - «Algo más»
  - «Viento dile a la lluvia»
  - «Quedate»
  - «Si llama».